# Les Maîtres de Rome
Les Maîtres de Rome est une fresque historique en 7 volumes (10 en français) écrite par Colleen McCullough et racontant l'histoire des dernières années de la République romaine, du 1er janvier 110 av. J.-C. au 16 janvier 27 av. J.-C.. Elle met surtout l'accent sur la lutte entre la faction ultra-conservatrice du Sénat (appelée les Boni) et les réformistes qui n'hésitent pas à prendre le pouvoir par la force pour faire aboutir leurs réformes. Ceux-ci ont comme hypothèse que la République a évolué depuis sa fondation et que sa constitution est devenue obsolète. Les Boni, eux, veulent faire respecter le mos maiorum, la coutume des ancêtres.
L'auteur raconte cette histoire à travers les carrières de Caius Marius, Lucius Cornelius Sylla, Pompée, Jules César, Marc Antoine et les débuts de celle d'Octavien, alias Auguste. Parmi eux, Sylla se distingue par ses réformes conservatrices qui veillent à conserver le mos maiorum. Pompée, d'abord allié de César, devient ensuite celui des Boni, sans en être vraiment un.
Parmi les Boni, citons Quintus Caecilius Metellus Numidicus surnommé le Porcelet, Quintus Caecilius Metellus Pius surnommé le Goret, Marcus Aemilius Scaurus, Quintus Servilius Caepio, Marcus Tullius Cicéron, Marcus Porcius Caton, Marcus Calpurnius Bibulus, Metellus Scipion, Titus Labienus, Marcus Junius Brutus, Caius Cassius Longinus, Sextus Pompée.
Parmi les alliés des réformistes, citons Publius Rutilius Rufus, Marcus Livius Drusus, Marcus Licinius Crassus, Publius Clodius, Curion, Lépide, Marcus Vipsanius Agrippa, Mécène.
Les femmes jouent un rôle non négligeable dans l'histoire des Maîtres de Rome. Parmi elles, citons, Julia (femme de Marius), Julilla (femme de Sylla), Aurelia Cotta (mère de César), Livia Drusa, Servilia Caepionis (maîtresse de César), Julia (fille de Jules César), Fulvie (femme de Clodius, de Curion et de Marc Antoine), Rhiannon (maîtresse de César en Gaule), Porcia (femme de Brutus), Cléopâtre, Calpurnia Pisonis (femme de César), Livie Drusilla (femme d'Octavien) et Octavie (femme d'Antoine).
Les Maîtres de Rome raconte également en détail quelques autres événements: la guerre de Jugurtha, l'invasion des Teutons et des Cimbres, la Guerre sociale, la guerre contre Quintus Sertorius, la révolte de Spartacus, la guerre des Gaules, le problème dynastique en Égypte, l'amour de Cléopâtre pour Marc Antoine.

## Livres de la série
- The First Man in Rome (L'Amour et le Pouvoir de 110 av. J.-C. à 106 av. J.-C.) (1990);
- The Grass Crown (La Couronne d'herbe  de 105 av. J.-C. à 86 av. J.-C.) (1991);
- Fortune's Favourites (Le Favori des dieux  de 83 av. J.-C. à 79 av. J.-C. et La Colère de Spartacus  de 80 av. J.-C. à 69 av. J.-C.) (1993);
- Caesar's Women (Jules César, la violence et la passion  de 68 av. J.-C. à 63 av. J.-C. et Jules César, le glaive et la soie  de 63 av. J.-C. à 58 av. J.-C.) (1996);
- Caesar (La Conquête gauloise  de 54 av. J.-C. à 52 av. J.-C. et César imperator  de 51 av. J.-C. à 48 av. J.-C.) (1997);
- The October Horse (César et Cléopâtre  de 47 av. J.-C. à 42 av. J.-C.) (2002);
- Antony and Cleopatra (Antoine et Cléopâtre  de 41 av. J.-C. à 27 av. J.-C.) (2007).